# La Gorgue
La Gorgue – miejscowość i gmina we Francji, w regionie Hauts-de-France, w departamencie Nord.
Według danych na rok 1990 gminę zamieszkiwało 5028 osób, a gęstość zaludnienia wynosiła 335 osób/km² (wśród 1549 gmin regionu Nord-Pas-de-Calais La Gorgue plasuje się na 182. miejscu pod względem liczby ludności, natomiast pod względem powierzchni na miejscu 129.).